# Astochia determinatus
Astochia determinatus är en tvåvingeart som först beskrevs av Walker 1859.  Astochia determinatus ingår i släktet Astochia och familjen rovflugor. Inga underarter finns listade i Catalogue of Life.